# L'universo della meccanica
L'universo della meccanica (The Mechanical Universe) è una serie di unità didattiche/documentari televisivi statunitense di approfondimento storico-scientifico, nella quale "si ripercorre la storia delle leggi della meccanica, dalle intuizioni di Galileo (Pisa 1564 - Arcetri, Firenze 1642) alla teoria della relatività". La serie è stata trasmessa su alcune stazioni PBS e su The Learning Channel tra il 1985 e il 1986. Le puntate sono state pubblicate in italiano da Rai Scuola.
La maggior parte dei documentari si aprono con le dimostrazioni in aula del professor David L. Goodstein, del California Institute of Technology, il quale contestualizza le scoperte e racconta aneddoti al riguardo. Nella seconda metà, la computer grafica consente di visualizzare i concetti.

## Puntate
| N.  | Titolo                                                         |
| --- | -------------------------------------------------------------- |
| 1.  | GALILEO GALILEI E I SUOI STUDI                                 |
| 2.  | GALILEO GALILEI: IL MOTO ACCELERATO UNIFORME                   |
| 3.  | Galileo Galilei: Il processo e la condanna                     |
| 4.  | Le leggi di Keplero - parte seconda                            |
| 5.  | ENERGIA: LA CONSERVAZIONE - PARTE PRIMA                        |
| 6.  | ENERGIA: LA CONSERVAZIONE                                      |
| 7.  | ENERGIA POTENZIALE E CINETICA - PARTE PRIMA                    |
| 8.  | ENERGIA POTENZIALE E CINETICA - PARTE SECONDA                  |
| 9.  | GLI STATI DELLA MATERIA                                        |
| 10. | GAS: LA LIQUEFAZIONE                                           |
| 11. | LA BOTTIGLIA DI LEIDA                                          |
| 12. | L‘ ATOMO: MODELLI E TEORIE - PARTE PRIMA                       |
| 13. | L‘ ATOMO: MODELLI E TEORIE - PARTE SECONDA                     |
| 14. | LE CARICHE ELETTRICHE E I CONDUTTORI                           |
| 15. | BENJAMIN FRANKLIN E LA CARICA ELETTRICA                        |
| 16. | BENJAMIN FRANKLIN E I SUOI STUDI                               |
| 17. | Alessandro Volta e Luigi Galvani. Elettricità - parte 2        |
| 18. | L‘ ELETTRICITÀ- PARTE SECONDA                                  |
| 19. | L‘ ELETTRICITÀ: ELETTRONI E GENERATORI DI CORRENTE             |
| 20. | ANDRÉ AMPÈRE E L‘ELETTRODINAMICA - PARTE PRIMA                 |
| 21. | ANDRÉ AMPÈRE E L‘ELETTRODINAMICA - PARTE SECONDA               |
| 22. | ANDRÉ AMPÈRE E L‘ELETTRODINAMICA - PARTE TERZA                 |
| 23. | L‘ ELETTRICITÀ - PARTE TERZA                                   |
| 24. | IL MAGNETISMO - PARTE PRIMA                                    |
| 25. | IL MAGNETISMO - PARTE SECONDA                                  |
| 26. | LE ONDE ELETTROMAGNETICHE: LA PROPAGAZIONE                     |
| 27. | LE LINEE DI FORZA NEI CAMPI ELETTROMAGNETICI                   |
| 28. | IL CAMPO ELETTROMAGNETICO - PARTE SECONDA                      |
| 29. | L‘ INDUZIONE ELETTROMAGNETICA - PARTE PRIMA                    |
| 30. | L‘ INDUZIONE ELETTROMAGNETICA - PARTE SECONDA                  |
| 31. | LO SPETTRO ELETTROMAGNETICO                                    |
| 32. | LA LUCE: CARATTERISTICHE E COMPORTAMENTO - PARTE PRIMA         |
| 33. | LA LUCE: CARATTERISTICHE E COMPORTAMENTO - PARTE TERZA         |
| 34. | ALBERT MICHELSON E EDWARD MORLEY. INTERFEROMETRO - PARTE PRIMA |
| 35. | LA TEORIA DELLA RELATIVITÀ: FONDAMENTI - PARTE PRIMA           |
| 36. | LA TEORIA DELLA RELATIVITÀ: FONDAMENTI - PARTE SECONDA         |
| 37. | LE TRASFORMAZIONI DI LORENTZ E LA RELATIVITÀ - PARTE PRIMA     |